# Branko Mutić
Branko Mutić (10 aprile 1988) è un ex giocatore di football americano e allenatore di football americano serbo, che ha giocato nel ruolo di offensive lineman.

## Palmarès
- 3 CEFL Bowl (Beograd Vukovi, 2007, 2009, 2010)
- 2 Serbian Bowl (Beograd Vukovi, 2007, 2021)
- 2 Campionato SAAF (non ufficiale) (Beograd Vukovi, 2009, 2010)
- 1 Coppa di Serbia (Beograd Vukovi, 2005)